# جيف موريسون
جيف موريسون (بالإنجليزية: Jeff Morrison) مواليد 4 فبراير 1979 في هنغتينغتون، هو لاعب كرة مضرب أمريكي سابق بدأ مسيرته كمحترف سنة 2000 وكان يلعب باليد اليمنى، اعتزل اللعب في 2006. أعلى تصنيف له في الفردي كان المركز الـ 85 في سنة 2002. أعلى تصنيف له في الزوجي كان المركز الـ 81 في سنة 2002.

## روابط خارجية
- جيف موريسون على موقع رابطة محترفي التنس (الإنجليزية)
- جيف موريسون على موقع الاتحاد الدولي لكرة المضرب (الإنجليزية)
- جيف موريسون على موقع خلاصة التنس.كوم (الإنجليزية)